# Библиотека „Бранко Ћопић” (Вранић)
Библиотека „Бранко Ћопић” (Вранић) ради у Вранићу, као огранак централне библиотеке „Јован Дучић” у Барајеву. Библиотека се налази у саставу Библиотеке града Београда. Просторије библиотеке се налазе у Спомен дому у Вранићу.

## Историјат
У Вранићу је октобра месеца 1954. године, уз помоћ учитеља Богољуба Марковића и Владе Јовановића, почела са радом библиотека „Милинко Јелић” и истоимени шаховски клуб. Великим трудом библиотекара и у тешким условима, уз помоћ општине, библиотека је од неколико стотина књига прерасла у библиотеку са неколико хиљада наслова.
Библиотека у Вранићу 1973 године, званично постаје огранак Народне библиотеке у Барајеву.
Референдумом из 1989 године, када је и прихваћен предлог о удруживању у Библиотеку града Београда, Народна библиотека „Београдски батаљон” Барајево улази у састав Библиотеке града Београда. Од 1991. године библиотека у Барајеву мења назив у "Јован Дучић" а библиотека у Вранићу и даље ради као огранак. Свој садашњи назив „Бранко Ћопић” носи од 1. јануара 2017. године, на предлог Управног одбора Библиотеке града Београда.

## Библиотека од 2013. и даље...
У периоду од јануара 2013. до марта 2015. године библиотека је била привремено затворена, а један од разлога био је решавање проблема руиниране инфраструктуре Спомен дома. Огранак библиотеке у Вранићу отворен је за рад са читаоцима 2. априла 2015. године.
Библиотека је позајмног типа, располаже фондом од преко 12.000 публикација за децу и одрасле. У библиотеци се организују програми намењени публици различитих узраста. Библиотека остварује сарадњу са организацијама и институцијама, међу којима су: Градска општина Барајево, Организација „Деца Барајева", Центар за културу Барајево, ОШ „Павле Поповић” Вранић, ПУ „Јагодица”.

### Манифестација „Дечија недеља”
Манифестација Дечија недеља деценијама се традиционално обележава у целом свету, а у Србији се организује сваке прве недеље у октобру. Дечја недеља је први пут обележена 1934. године на предлог организације Пријатељ деце Србије, а 1987. године дефинисана је Законом о друштвеној бризи о деци.
Манифестација „Дечија недеља” облежава се сваке године у првој недељи октобра месеца и у библиотеци „Бранко Ћопић”. Током трајања манифестације у библиотеци се организују разноврсни програми, уз активно учешће деце школског и предшколског узраста, а свој допринос дају и корисници Центра за смештај и дневни боравак деце и омладине ометене у развоју из Шиљаковца.
Програмске активности:
- „Чаролија читања” (2018. програм је организован у сарадњи са организацијом „Пријатељи деце Чукарице”)
- Маскенбал на коме учествују деца школског и предшколског узраста из ОШ „Павле Поповић” Вранић, ПУ „Јагодица”, „Деца Барајева” и корисници Центра за смештај и дневни боравак деце и омладине ометене у развоју из Шиљаковца.
- Сусрет са писцем – Године 2018. са децом Вранића се дружио познати српски писац за децу Градимир Стојковић
- Посета библиотеци – поред деце школског узраста библиотеку посећују и најмлађи корисници су, који се по први пут сусрећу са овом институцијом, где уживају у читању прича, цртању и дружењу са библиотекарима.

## Галерија
- Улаз у Спомен дом-хол
- Хол на спрату Спомен дома
- Унутрашњи изглед библиотеке
- Унутрашњи изглед библиотеке
- Унутрашњи изглед библиотеке
- Унутрашњи изглед библиотеке
- Унутрашњи изглед библиотеке